# La Main dans l'ombre (série télévisée)
Pour les articles homonymes, voir La Main dans l'ombre.
La Main dans l'ombre (Five Fingers) est une série télévisée d'espionnage américaine en seize épisodes de 50 minutes, créée d'après le livre L'Affaire Cicéron (Der Fall Cicero) de Ludwig Carl Moyzisch et dont seulement quatorze épisodes ont été diffusés entre le 3 octobre 1959 et le 9 janvier 1960 sur le réseau NBC.
En France, la série a été diffusée à partir du 16 mai 1965 sur la deuxième chaîne de l'ORTF, et au Québec à partir du 8 juillet 1965 à la Télévision de Radio-Canada.

## Synopsis
Victor Sebastian est un agent double travaillant pour les services de contre-espionnage américain. Son nom de code est "Five Fingers". Officiellement sa couverture est celle d'un agent artistique et a comme cliente la chanteuse Simone Genet. Son contact auprès des services secrets américains se nomme Robertson.

## Distribution
- David Hedison : Victor Sebastian
- Luciana Paluzzi : Simone Genet
- Paul Burke : Robertson

## Épisodes
1. Pause de la gare (Station Break)
2. Dossier (Dossier)
3. Le moment de vérité (The Moment of Truth)
4. La ville inconnue (The Unknown Town)
5. Les hommes avec Triangle chefs (The Man with the Triangle Heads)
6. L'Assassin (The Assassin)
7. Titre français inconnu (The Man Who Got Away)
8. Titre français inconnu (The Emerald Curtain)
9. Titre français inconnu (The Temple of the Swinging Doll)
10. Finale de rêve (The Final Dream)
11. Titre français inconnu (Thin Ice)
12. Titre français inconnu (Operation Ramrod)
13. Titre français inconnu (The Judas Goat)
14. La recherche d'Edward Stoyan (The Search for Edward Stoyan)
15. Quand l'inspecteur s'emmêle (A Shot in the Dark)
16. Contrefaçon (Counterfeit)

## Adaptation télévisuelle d'un classique du cinéma
Si les noms des personnages et des lieux ont changé, il s'agit ici clairement de la même intrigue que le film L'Affaire Cicéron sorti en 1952 au cinéma avec James Mason et Danielle Darrieux. Les droits du livre et du film appartenant à la Twentieth Century Fox, le studio produisant la série. Les responsables ont donc adapté pour le petit écran les aventures de l'agent secret "Five Fingers".